# Saiki Kusuo no Psi-nan (film)
Saiki Kusuo no Psi-nan (jap. 斉木楠雄のΨ難 Saiki Kusuo no sai-nan) – japoński film z 2017 roku na podstawie mangi o tym samym tytule. Za reżyserię i scenariusz odpowiadał Yuichi Fukuda, za produkcję Plus D Inc. i Columbia Pictures, a za dystrybucję Sony Pictures Entertainment Japan i Asmik Ace. Premiera w japońskich kinach odbyła się 21 października 2017.

## Fabuła
Kusuo Saiki jest 16-letnim uczniem liceum, który urodził się z wieloma mocami, w tym telepatią i telekinezą. Jednak mimo posiadania zdolności parapsychicznych, próbuje wieść normalne życie, gdyż te go denerwują. Saiki unika kontaktów z innymi, aby ukryć swoje zdolności, jednak jego koledzy z klasy nieustannie gromadzą się wokół niego.

## Obsada
Opracowano na podstawie źródła.
- Kento Yamazaki jako Kusuo Saiki
- Hirofumi Arai jako Riki Nendō
- Ryō Yoshizawa jako Shun Kaidō
- Hideyuki Kasahara jako Kineshi Hairo
- Kanna Hashimoto jako Kokomi Teruhashi
- Kento Kaku jako Aren Kuboyasu
- Tsuyoshi Muro jako Uryoku Chōno
- Jirō Satō jako Pinsuke Kanda
- Seiichi Tanabe jako Kuniharu Saiki
- Yuki Uchida jako Kurumi Saiki

## Odbiór
Film zarobił w japońskim box office ponad 8,6 miliona dolarów.